# Archaizm
Archaizm (gr. archaíos „dawny” od archē „początek”) – wyraz, konstrukcja składniowa lub związek frazeologiczny, który wyszedł z użycia w danej formie języka. Archaizmy to także wyrazy w formie przestarzałej, które są jeszcze w pewnym stopniu używane, lecz postrzegane jako dawne. Te z kolei nazywa się anachronicznymi. Termin używany jest również w znaczeniu ogólniejszym na nazwanie rzeczy przestarzałych.
Archaizmy są wykorzystywane obecnie w niektórych typach zapisu lub wypowiedzi, np. w stylu artystycznym i języku liturgicznym.
Archaizmy dzieli się według epok ich normalnego funkcjonowania, a także ze względu na funkcję:
1. fonetyczne – wyraz współczesny różni się od archaizmu pojedynczymi głoskami, np. sierce (serce), sumnienie (sumienie)
2. fleksyjne – wyrazy odmieniające się inaczej niż współcześnie, zazwyczaj czasowniki; w wyrazach takich jak „zyszczy” czy „spuści” końcówki „y”, „i” oznaczają tryb rozkazujący (zjednaj, ześlij)
3. słowotwórcze – wyrazy utworzone za pomocą przyrostków lub przedrostków, które wyszły już z użycia, np. ogrodny
4. leksykalne – wyrazy, które dawniej były w powszechnym obiegu, np. kajet, kaleta
5. znaczeniowe (semantyczne) – wyrazy występują współcześnie, ale zmieniło się ich znaczenie, np. błędny rycerz (bujający w obłokach)
6. frazeologiczne – związki frazeologiczne, które powstały dawniej. Rozumiemy ich znaczenie, ale często nie wiemy, co jest ich źródłem powstania.
7. składniowe – archaizm składający się z co najmniej dwóch wyrazów, których zestawienie jest inne niż współcześnie (najczęściej wzorowane na łacinie – np. pasterz owce do wsi przepędził – orzeczenie znajduje się na końcu zdania – taki szyk wyrazów jest charakterystyczny dla języka łacińskiego); do archaizmów składniowych należą także niektóre spójniki i przyimki, np. azali, aliści, gwoli oraz całe konstrukcje składniowe, np. „wszem wobec i każdemu z osobna wiadomym się czyni”.